# Groupe de Dwyka
| Période                                          | Groupe            | Formation à l'ouest du 24°E | Formation à l'est du 24°E | Strate (cénozone) |
| ------------------------------------------------ | ----------------- | --------------------------- | ------------------------- | ----------------- |
| Jurassique                                       | Drakensberg       | Hiatus                      | Drakensberg               |                   |
| Jurassique                                       | Stormberg         | Hiatus                      | Clarens                   |                   |
| Trias                                            | Stormberg         | Hiatus                      | Elliot                    |                   |
| Trias                                            | Stormberg         | Hiatus                      | Molteno                   |                   |
| Trias                                            | Beaufort          | Hiatus                      |                           |                   |
| Trias                                            | Burgersdorp       | Hiatus                      | Cynognathus (en)          |                   |
| Trias                                            | Katberg           | Hiatus                      | Lystrosaurus (en)         |                   |
| Trias                                            | Balfour           | Hiatus                      |                           |                   |
| Permien                                          | Dicynodon (en)    | Hiatus                      |                           |                   |
| Permien                                          | Teekloof          |                             |                           |                   |
| Permien                                          | Cistecephalus     |                             |                           |                   |
| Permien                                          | Middleton         |                             |                           |                   |
| Permien                                          | Tropidostoma (en) |                             |                           |                   |
| Permien                                          | Pristerognathus   |                             |                           |                   |
| Permien                                          | Abrahams-Kraal    | Koonap                      |                           |                   |
| Permien                                          | Abrahams-Kraal    | Koonap                      | Tapinocephalus (en)       |                   |
| Permien                                          | Abrahams-Kraal    | Koonap                      | Eodicynodon (en)          |                   |
| Permien                                          | Ecca              | Waterford                   | Waterford                 |                   |
| Permien                                          | Ecca              | Tierberg / Fort Brown       | Fort Brown                |                   |
| Permien                                          | Ecca              | Laingsburg / Ripon          | Ripon                     |                   |
| Permien                                          | Ecca              | Collingham                  | Collingham                |                   |
| Permien                                          | Ecca              | White Hill                  | White Hill                |                   |
| Permien                                          | Ecca              | Prince Albert               | Prince Albert             |                   |
| Carbonifère                                      | Dwyka             | Elandsvlei                  | Elandsvlei                |                   |
| Références : Rubidge 2005, Selden et Nudds 2011. |                   |                             |                           |                   |

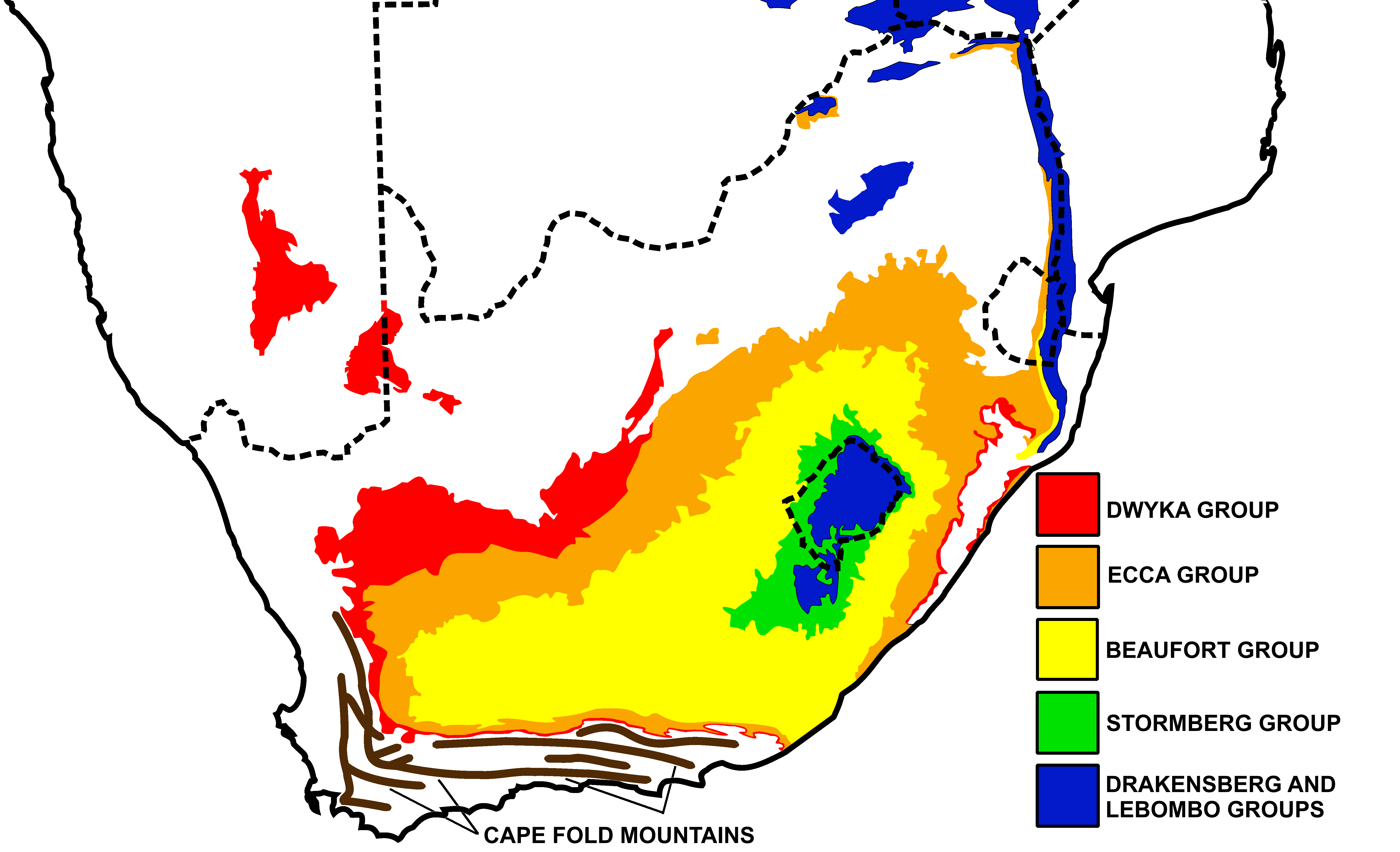
Carte géologique des affleurements rocheux du supergroupe du Karoo dans le sud de l'Afrique

Le groupe de Dwyka est un groupe stratigraphique formé de roches sédimentaires déposées dans le bassin du Karoo (Afrique du Sud) durant le Carbonifère (Pennsylvanien) et probablement le début du Permien (Assélien). Il s'agit essentiellement de tillites, déposées le long des rivages sableux de marécages. Le groupe de Dwyka est la plus ancienne et la plus profonde des couches qui constituent le supergroupe du Karoo.

## Formation
Au Carbonifère, l'Afrique australe faisait partie du Gondwana. Durant le Carbonifère supérieur, la lithosphère qui sous-tendait ce qui est aujourd'hui le bassin du Karoo se déplaça au-dessus du pôle sud. Cela fit que le Gondwana fut recouvert d'un épais bouclier de glace. Au fur et à mesure du déplacement du Gondwana et de la fonte du bouclier et des glaciers associés, les sédiments du groupe de Dwyka se déposèrent dans le bassin nouvellement formé. Ces dépôts glaciaires comprenaient des diamictites, des varves de shale ainsi que des mudstones avec des dropstones, du gravier fluvio-glaciaire et des agglomérats. L'épaisseur totale de la couche va de 600 à 750 mètres.
Le groupe de Dwyka est considéré comme appartenant à la période du Permo-Carbonifère, mais, à cause de l'ambiguïté de certains fossiles, il n'est pas possible de donner une date plus précise. Son âge maximum est inféré de celui des fossiles trouvés dans les strates sous-jacentes, datant du Dévonien tardif ou du Carbonifère inférieur, et son âge minimum est inféré de celui des fossiles des dépôts glaciaires supérieurs, datant du Permien inférieur.

## Stratigraphie
Le bassin du Karoo commença à se remplir avec les dépôts du groupe de Dwyka, suivis par ceux du groupe d'Ecca, du groupe de Beaufort, des formations de Molteno, d'Elliot et de Clarens et enfin par les roches magmatiques du groupe du Drakensberg.
Le bassin a suivi l'évolution typique des bassins d'avant-pays, le groupe d'Ecca représentant la composante « flysch », tandis que le groupe de Beaufort, la formation de Molteno et la formation d'Elliot correspondent à des sédiments de molasse fluviale,.